# Arcidiocesi di Granada

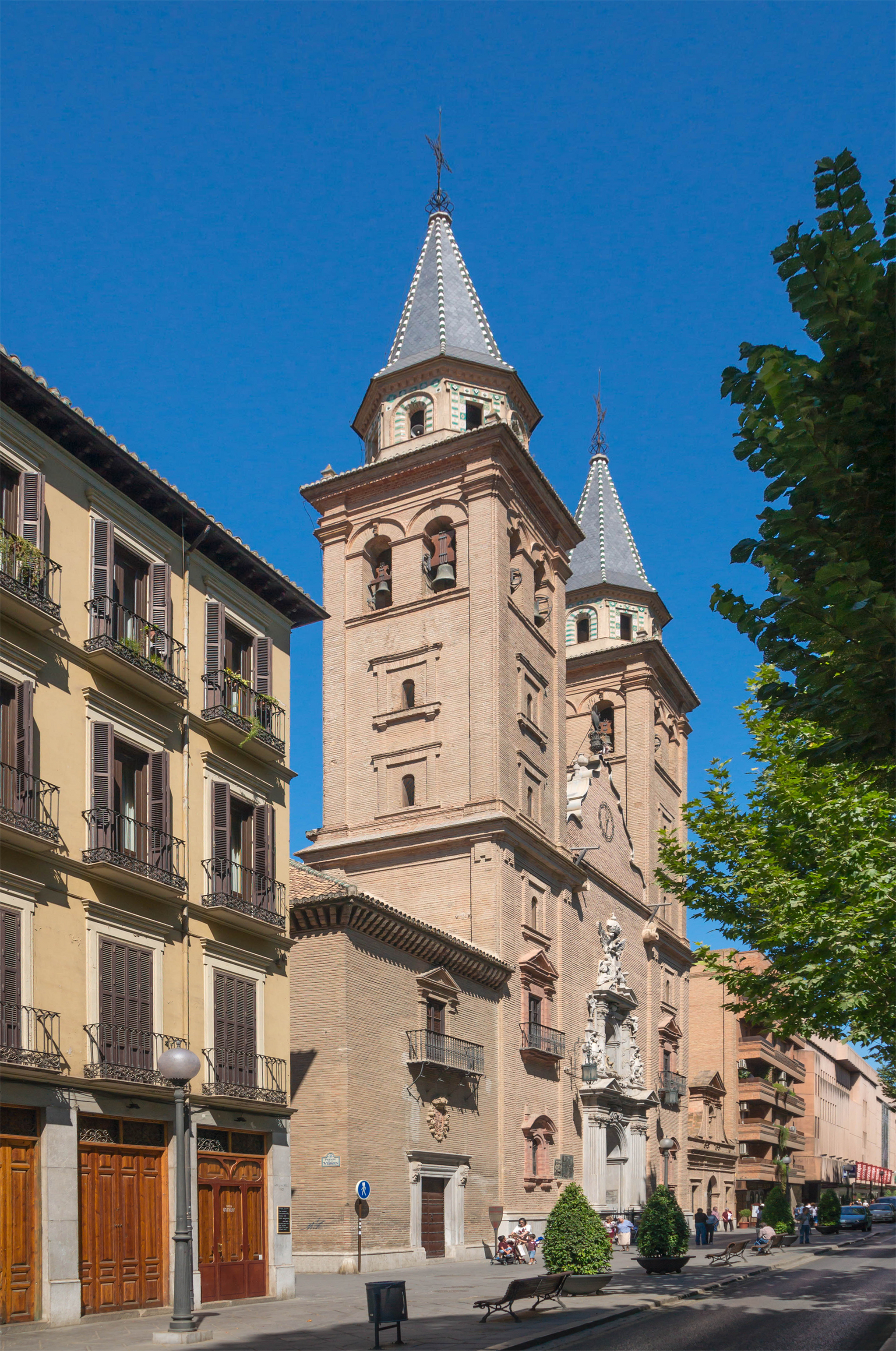
La basilica di Nuestra Señora de las Angustias.

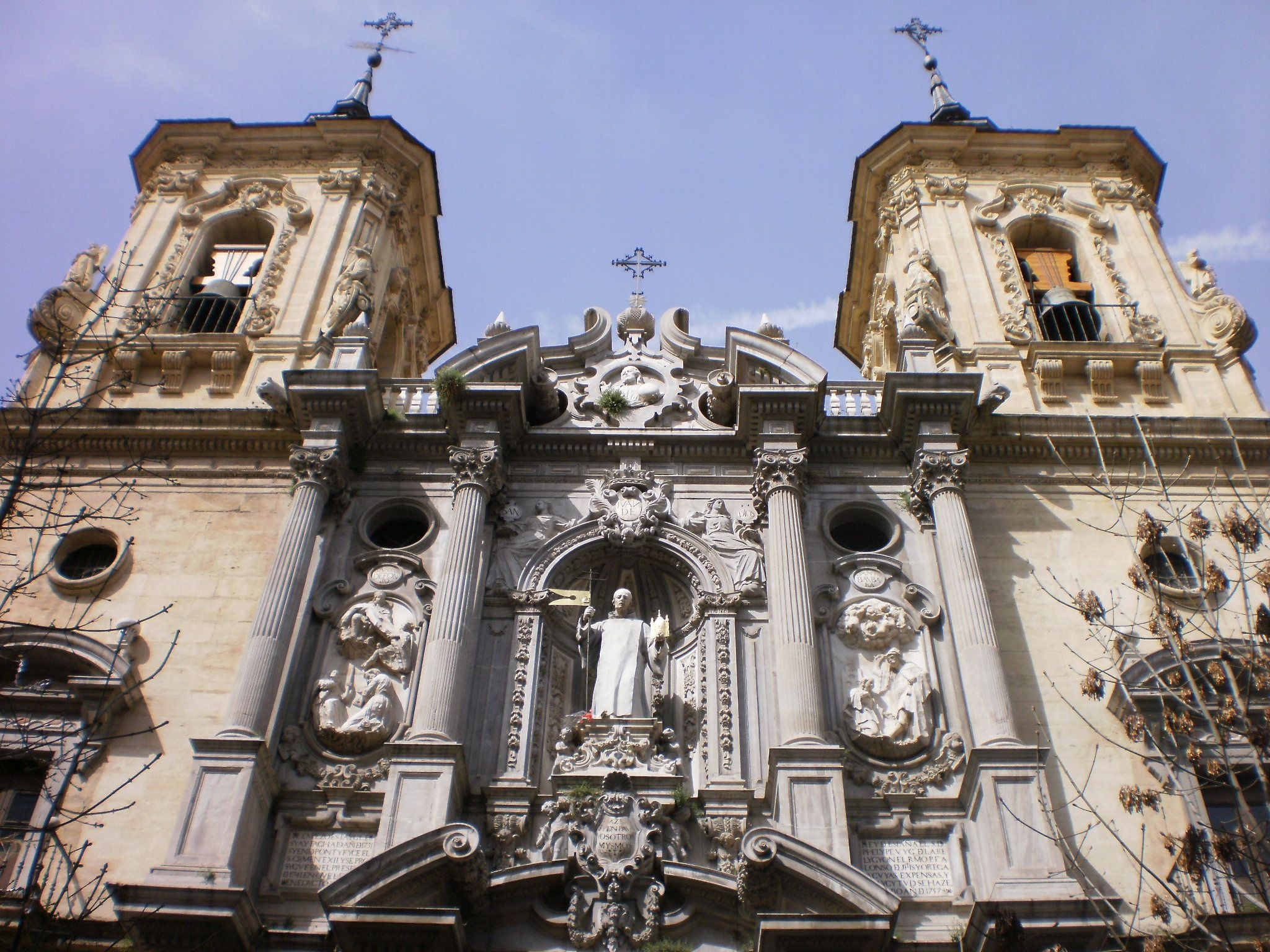
Particolare della facciata della basilica di San Juan de Dios.

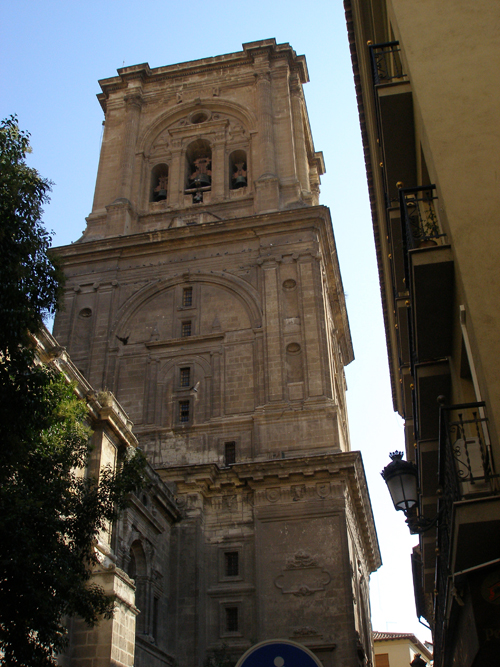
Dettaglio della cattedrale di Granada.

L'arcidiocesi di Granada (in latino Archidioecesis Granatensis) è una sede metropolitana della Chiesa cattolica in Spagna. Nel 2023 contava 809.000 battezzati su 826.264 abitanti. È retta dall'arcivescovo José María Gil Tamayo.

## Territorio
L'arcidiocesi comprende 125 comuni nella parte sud-occidentale della provincia di Granada, mentre il resto della provincia appartiene alla diocesi di Guadix.
Sede arcivescovile è la città di Granada, dove si trova la cattedrale dell'Annunciazione. Nella città episcopale sorgono anche due basiliche minori: la basilica di Nuestra Señora de las Angustias, e la basilica di San Juan de Dios.
Il territorio si estende su 6.945 km² ed è suddiviso in 269 parrocchie, raggruppate in 3 vicariati e 19 arcipresbiterati:
- vicariato 1: arcipresbiterati di San Juan de Dios, Virgen de las Angustias, Polígono de Cartuja, Virgen de Gracia, Genil, Sierra Nevada e Gabia;
- vicariato 2: arcipresbiterati di Alfaguara, Santa Fe, Sierra Elvira, Montes Orientales, Loja e Alhama;
- vicariato 3: arcipresbiterati di Valle de Lecrín, Costa Occidental, Motril, Órgiva, Alpujarra Interior e Costa Oriental.

### Provincia ecclesiastica
La provincia ecclesiastica di Granada comprende le seguenti suffraganee:
- diocesi di Almería,
- diocesi di Cartagena,
- diocesi di Guadix,
- diocesi di Jaén,
- diocesi di Malaga.

## Storia
Sul territorio dell'odierna arcidiocesi sorgeva, in antichità, la diocesi di Illiberi o Elvira.
L'arcidiocesi di Granada è stata eretta il 10 dicembre 1492. Almeno dal 1437 sono noti alcuni vescovi titolari di Granada.
Nel 1563 fu istituito il seminario diocesano, dedicato a san Cecilio, primo vescovo di Elvira, convertendo un preesistente collegio ecclesiastico.
Nei secoli XVIII e XIX la vita dell'arcidiocesi subì gravi ripercussioni a causa della situazione politica ostile alla Chiesa. L'invasione napoleonica provocò gravi danneggiamenti del patrimonio artistico e degli edifici di culto. La soppressione degli ordini religiosi condusse all'abbandono di monasteri e conventi. Infine, le desamortizaciones minarono le rendite economiche dell'arcidiocesi.
Il 12 gennaio 1953 cedette 18 parrocchie alla diocesi di Almería.
Il 10 luglio 1957 in forza del decreto Initis inter della Congregazione Concistoriale che dava seguito al concordato fra Spagna e Santa Sede del 1953 ha ceduto gli arcipresbiterati di Berja e di Láujar de Andarax alla diocesi di Almería e nel contempo ha esteso la sua giurisdizione alle parrocchie di Zafarraya e Almendral nel comune di Zafarraya e di Ventas de Zafarraya nel comune di Alhama de Granada, che erano appartenute alla diocesi di Malaga.

## Cronotassi

### Vescovi titolari
- Gonzalo de Valbuena, O.F.M. † (13 settembre 1437 - 1442 deceduto)
- Juan de Haterano, O.F.M. † (19 dicembre 1442 - ? deceduto)
- Diego de Guadalajara, O.P. † (9 gennaio 1447 - ?)
- Francisco de Lausana † (1451 - 1461 deceduto)
- Hernando de Castilla, O.S.B. † (10 dicembre 1473 - ? deceduto)
- Juan de Pastor † (23 luglio 1479 - ?)

### Arcivescovi
- Hernando de Talavera, O.S.H. † (23 gennaio 1493 - 14 maggio 1507 deceduto)
- Antonio de Rojas Manrique † (22 dicembre 1507 - 11 maggio 1524 nominato patriarca delle Indie Occidentali)
- Francisco Herrera Ruesta † (8 giugno 1524 - dicembre 1524 deceduto)
- Pedro Portocarrero † (26 giugno 1525 - 5 giugno 1526 deceduto)
- Pedro Ramírez de Alba, O.S.H. † (19 dicembre 1526 - 21 giugno 1528 deceduto)
- Gaspar de Ávalos de la Cueva † (22 gennaio 1528 - 29 marzo 1542 nominato arcivescovo di Santiago di Compostela)
- Fernando Niño de Guevara † (29 marzo 1542 - 8 ottobre 1546 nominato patriarca delle Indie Occidentali)
- Pedro Guerrero Logroño † (28 ottobre 1546 - 2 aprile 1576 deceduto)
- Juan Méndez de Salvatierra † (11 settembre 1577 - 24 maggio 1588 deceduto)
- Pedro Castro Quiñones † (6 dicembre 1589 - 5 luglio 1610 nominato arcivescovo di Siviglia)
- Pedro González de Mendoza, O.F.M. † (19 luglio 1610 - 8 febbraio 1616 nominato arcivescovo di Saragozza)
- Felipe Tassis de Acuña, O.S.Iacobi † (24 febbraio 1616 - 20 luglio 1620 deceduto)
- Garcerán Albañell † (16 novembre 1620 - 10 maggio 1626 deceduto)
- Agustín Spínola Basadone † (7 settembre 1626 - 23 ottobre 1630 nominato arcivescovo di Santiago di Compostela)
- Miguel Santos de Sampedro † (13 novembre 1630 - 11 marzo 1631 deceduto)
  - Sede vacante (1631-1633)
- Fernando Valdés Llano † (18 luglio 1633 - 30 dicembre 1639 deceduto)
- Martín Carrillo Alderete † (1º luglio 1641 - 28 giugno 1653 deceduto)
  - Antonio Calderón † (12 gennaio 1654 - 12 luglio 1654 deceduto) (vescovo eletto)
- José Argáiz Pérez † (27 luglio 1654 - 28 maggio 1667 deceduto)
- Diego Escolano y Ledesma † (27 febbraio 1668 - 4 settembre 1672 deceduto)
- Francisco de Rois y Mendoza, O.Cist. † (29 maggio 1673 - 16 marzo 1677 deceduto)
- Alonso Bernardo de Ríos y Guzmán, O.SS.T. † (13 settembre 1677 - 5 ottobre 1692 deceduto)
- Martín Ascargorta † (18 maggio 1693 - 25 febbraio 1719 deceduto)
- Francisco Eustaquio Perea Porras † (3 luglio 1720 - 5 o 26 giugno 1723 deceduto)
- Felipe de los Tueros Huerta † (20 gennaio 1734 - 12 settembre 1751 deceduto)
- Onésimo Salamanca Zaldívar † (20 marzo 1752 - 19 dicembre 1757 nominato arcivescovo di Burgos)
- Pedro Antonio de Barroeta Ángel † (19 dicembre 1757 - 20 marzo 1775 deceduto)
- Antonio Jorge y Galván † (29 gennaio 1776 - 2 settembre 1787 deceduto)
- Basilio Tomás Sancho Hernando, Sch.P. † (17 dicembre 1787 - dicembre 1787 deceduto)
- Juan Manuel Moscoso y Peralta † (3 agosto 1789 - 24 luglio 1811 deceduto)
  - Sede vacante (1811-1814)
- Blas Joaquín Álvarez Palma † (19 dicembre 1814 - 29 novembre 1837 deceduto)
  - Sede vacante (1837-1848)[3]
- Luis Antonio Folgueras Sión † (17 gennaio 1848 - 28 ottobre 1850 deceduto)
- Salvador José Reyes García de Lara † (5 settembre 1851 - 31 marzo 1865 deceduto)
- Bienvenudo Monzón y Martín † (8 giugno 1866 - 27 marzo 1885 nominato arcivescovo di Siviglia)
- José Moreno y Mazón † (27 marzo 1885 - 17 gennaio 1905 deceduto)
- José Meseguer y Costa † (27 marzo 1905 - 9 dicembre 1920 deceduto)
- Vicente Casanova y Marzol † (7 marzo 1921 - 23 ottobre 1930 deceduto)
  - Sede vacante (1930-1934)
- Agustín Parrado y García † (4 aprile 1934 - 8 ottobre 1946 deceduto)
- Balbino Santos y Olivera † (24 novembre 1946 - 14 febbraio 1953 deceduto)
- Rafael García y García de Castro † (9 maggio 1953 - 3 febbraio 1974 deceduto)
- Emilio Benavent Escuín † (3 febbraio 1974 succeduto - 25 maggio 1977 nominato ordinario militare in Spagna[4])
- José Méndez Asensio † (31 gennaio 1978 - 10 dicembre 1996 ritirato)
- Antonio Cañizares Llovera (10 dicembre 1996 - 24 ottobre 2002 nominato arcivescovo di Toledo)
- Francisco Javier Martínez Fernández (15 marzo 2003 - 1º febbraio 2023 ritirato)
- José María Gil Tamayo, succeduto il 1º febbraio 2023

## Statistiche
L'arcidiocesi nel 2023 su una popolazione di 826.264 persone contava 809.000 battezzati, corrispondenti al 97,9% del totale.
| anno | popolazione | popolazione | popolazione | presbiteri | presbiteri | presbiteri | presbiteri                | diaconi | religiosi | religiosi | parrocchie |
| anno | battezzati  | totale      | %           | numero     | secolari   | regolari   | battezzati per presbitero | diaconi | uomini    | donne     | parrocchie |
| ---- | ----------- | ----------- | ----------- | ---------- | ---------- | ---------- | ------------------------- | ------- | --------- | --------- | ---------- |
| 1950 | 680.000     | 682.000     | 99,7        | 421        | 323        | 98         | 1.615                     |         | 258       | 1.440     | 254        |
| 1970 | 620.000     | 620.342     | 99,9        | 577        | 337        | 240        | 1.074                     |         | 545       | 1.668     | 234        |
| 1980 | 631.000     | 638.800     | 98,8        | 429        | 231        | 198        | 1.470                     |         | 455       | 1.902     | 258        |
| 1990 | 640.000     | 673.000     | 95,1        | 433        | 263        | 170        | 1.478                     | 1       | 318       | 966       | 257        |
| 1999 | 660.500     | 694.269     | 95,1        | 449        | 267        | 182        | 1.471                     | 2       | 304       | 1.402     | 264        |
| 2000 | 661.000     | 693.900     | 95,3        | 453        | 273        | 180        | 1.459                     | 2       | 295       | 1.410     | 264        |
| 2001 | 674.828     | 693.900     | 97,3        | 457        | 277        | 180        | 1.476                     | 1       | 291       | 1.420     | 264        |
| 2002 | 674.828     | 693.900     | 97,3        | 471        | 279        | 192        | 1.432                     | 1       | 353       | 1.623     | 264        |
| 2003 | 675.115     | 693.900     | 97,3        | 428        | 285        | 143        | 1.577                     | 1       | 275       | 1.610     | 265        |
| 2004 | 679.845     | 706.896     | 96,2        | 418        | 278        | 140        | 1.626                     | 1       | 217       | 1.259     | 266        |
| 2006 | 743.530     | 860.898     | 86,4        | 418        | 282        | 136        | 1.778                     | 1       | 256       | 1.265     | 267        |
| 2013 | 785.200     | 794.300     | 98,9        | 338        | 264        | 74         | 2.323                     | 2       | 141       | 566       | 267        |
| 2016 | 806.500     | 822.071     | 98,1        | 427        | 258        | 169        | 1.888                     | 2       | 235       | 1.497     | 267        |
| 2019 | 795.470     | 812.196     | 97,9        | 470        | 250        | 220        | 1.692                     | 2       | 266       | 962       | 266        |
| 2021 | 796.450     | 813.313     | 97,9        | 395        | 251        | 144        | 2.016                     | 3       | 238       | 1.013     | 267        |
| 2023 | 809.000     | 826.264     | 97,9        | 384        | 245        | 139        | 2.106                     | 4       | 244       | 953       | 269        |